# 罗马天主教基辅圣尼各老主教座堂
罗马天主教基辅圣尼各老主教座堂（烏克蘭語：Костел Св. Миколи）是乌克兰首都基辅第二座罗马天主教主教座堂。另一座天主教堂，罗马天主教基辅圣亚历山大主教座堂，是该市最古老的天主教堂，靠近欧洲广场。
该堂建于1899–1909年，哥特复兴风格，由基辅建筑师V. Gorodetsky和 E. Salya.设计 历史上，它属于拉丁礼天主教。它坐落在红军街（vulytsia Chervonoarmiyska），毗邻国立基辅语言大学，介于奥林匹克国家综合体育场和基辅-Tovarny火车站之间。
大部分仪式使用乌克兰语，少数采用波兰语、拉丁语和西班牙语。